# 小眼副克奈氏魚
小眼副克奈氏魚為輻鰭魚綱鼠鱚目尼羅魚科的其中一種，分布於非洲剛果民主共和國的Lufira的淡水流域，體長可達5.1公分，棲息在溪流及水塘。